# La cassa oblunga
La cassa oblunga è un racconto di genere horror di Edgar Allan Poe pubblicato per la prima volta nel 1844; narra di un viaggio in mare in compagnia di una strana scatola che rimane avvolta nel più fitto mistero.

## Trama
La storia si apre con l'anonimo narratore che racconta di un viaggio in mare avvenuto durante l'estate da Charleston in Carolina del Sud a New York a bordo della nave Independence; egli scopre ben presto che il suo vecchio amico nonché compagno di college Cornelius Wyatt si trova a bordo con la moglie e due sorelle, cosa strana si è fatto però riservare una stanza in più.
Dopo varie congetture sul fatto ch'essa potesse esser stata per un qualche servo o per del bagaglio extra, viene a conoscenza del fatto che il suo amico sta trasportando una cassa di pino oblunga, di circa 6 piedi (182 cm) di lunghezza per 2,5 piedi (76 cm) di larghezza: il narratore osserva con curiosità la sua forma particolare, ma soprattutto viene attirato dal forte odore proveniente da essa. Si viene intanto a presumere che l'uomo abbia acquistato una copia particolarmente preziosa del quadro di Leonardo da Vinci intitolato L'ultima cena, e che questa sia conservata proprio all'interno della cassa
Viene però sorpreso dall'apprendere che la cassa condivide la camera dell'uomo con la moglie, la seconda stanza è invece riservata alle due sorelle. Tuttavia, per diverse notti consecutive vari testimoni sorprendono la moglie dell'amico del narratore lasciare la loro camera ogni sera verso le 23 per entrare nella terza camera, prima di tornare al mattino presto in quella del marito. Mentre la donna non è presente il narratore sente l'amico aprire la cassa e mettersi disperatamente a singhiozzare; ciò che egli a tutta prima attribuisce ad un sentimento d'entusiasmo artistico per il possesso della preziosa tela.
Come l'Independence passa Capo Hatteras viene investita da un terribile uragano; l'abbandono della nave oramai in avaria viene effettuata tramite la scialuppa di salvataggio, ma qui Wyatt rifiuta categoricamente di separarsi dalla cassa: rivolge un forte appello emotivo al capitano Hardy ma questi nega la possibilità di salvare la scatola misteriosa. L'uomo decide che non può separarsi dalla cassa e rimane sulla nave che sta affondando.
Legatosi saldamente ad essa con una corda, ed in un attimo il corpo dell'uomo assieme alla cassa precipitano nel profondo dell'oceano, scomparendo così per sempre agli occhi del mondo. Circa un mese dopo il tragico incidente al narratore capita di incontrare nuovamente il capitano Hardy e questi gli rivela che all'interno della cassa era conservato il cadavere della giovane moglie di Wyatt recentemente scomparsa, ma il fatto era stato tenuto nascosto in quanto avrebbe potuto causare il panico tra i passeggeri.
Il capitano aveva quindi organizzato di registrare la cassa come bagaglio; in modo da non destare sospetti una cameriera di Wyatt prese il posto della moglie.

## Adattamenti
Il film La rossa maschera del terrore del 1969 diretto da Gordon Hessler ed interpretato da Christopher Lee si ispira al racconto di Poe, anche se poi la vicenda viene ad aver ben poco in comune con la storia originaria.